# Grays Peak
Grays Peak è la decima cima più alta delle Montagne Rocciose del Nord America, situata nello stato del Colorado. Il picco alto 4 352 metri rappresenta la cima più alta del Front Range e il punto più elevato dello spartiacque continentale delle Americhe e del Continental Divide Trail del Nord America. Vi sono anche cime più alte, come il monte Elbert, che si trova in prossimità del Grays Peak, ma non sul Divide. Il Grays Peak si trova nella foresta nazionale di Arapaho, a 6,2 km a sud-est del passo Loveland sul Continental Divide, tra la contea di Clear Creek e la conta di Summit. La cima rappresenta il punto più alto di entrambe le contee.
Il Grays Peak è uno dei 53 fourteener (montagne sopra i 14 000 piedi) del Colorado. Il botanico Charles C. Parry effettuò la prima ascensione registrata sulla cima nel 1861 e diede il nome al picco in onore del suo collega botanico Asa Gray; il Grays Peak è di solito menzionato insieme all'adiacente Torreys Peak.

## Escursioni
Come gli altri fourteeners vicini, il Grays Peak è considerato di semplice accesso secondo gli standard di questo tipo di cime, ed è molto popolare tra gli arrampicatori amatoriali. Spesso, un'arrampicata sulla cima del Grays Peak è accompagnata alla continuazione verso il Torreys Peak, che dista meno di un miglio. Il principale itinerario, il Grays Peak Trail, parte da Stevens Gulch; con la strada spesso dissestata e invasa da grandi pietre, il tracciato stradale è effettuabile solamente con veicoli a quattro ruote motrici, motociclette o All-terrain vehicle.
Dal sentiero è possibile proseguire a piedi per circa 5,6 km e arrampicandosi per 930 m. Il sentieri, ben segnalato e frequentato, inizia seguendo il precipizio con una piccola ascensione, prima di arrivare alle pendenze più ripide. In cima si trova una piccola roccia a forma di "U" che offre riparo. La vista si estende verso sud fino al Pikes Peak e alla San Luis Valley, ad est fino alle Grandi Pianure, ad ovest fino a Silverthorne, e a nord fino a Longs Peak e al Parco nazionale delle Montagne Rocciose. Il sentiero prosegue dalla cima verso nord fino al Torreys Peak, discendendo la sella fino a 4 178 metri di altezza prima di riprendere l'arrampicata fino alla cima del Torreys Peak a 4 351 metri.

## Flora e fauna
La fauna dell'area comprende la capra delle nevi, il pica, il coguaro o leone di montagna, il cervo mulo, il wapiti, la marmotta, il coyote, la pernice bianca, lo scoiattolo rosso nordamericano e la ghiandaia grigia canadese. Tra i fiori selvatici che sbocciano nell'area della tundra del Continental Divide vi sono il silene acaulis, il nontiscordardimè alpino, il polemonium viscosum, la sabatia stellaris, la hymenoxys grandiflora e la genziana. Nelle zone dove si trovano alberi, vi sono l'aconito, l'aquilegia, il camenèrio e la castilleja.

## Galleria d'immagini

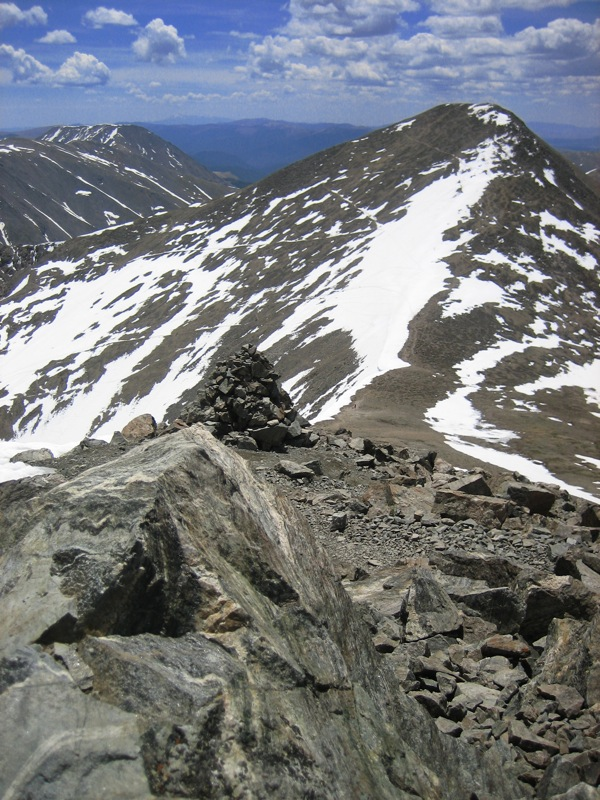
Grays Peak visto dal vicino Torreys Peak
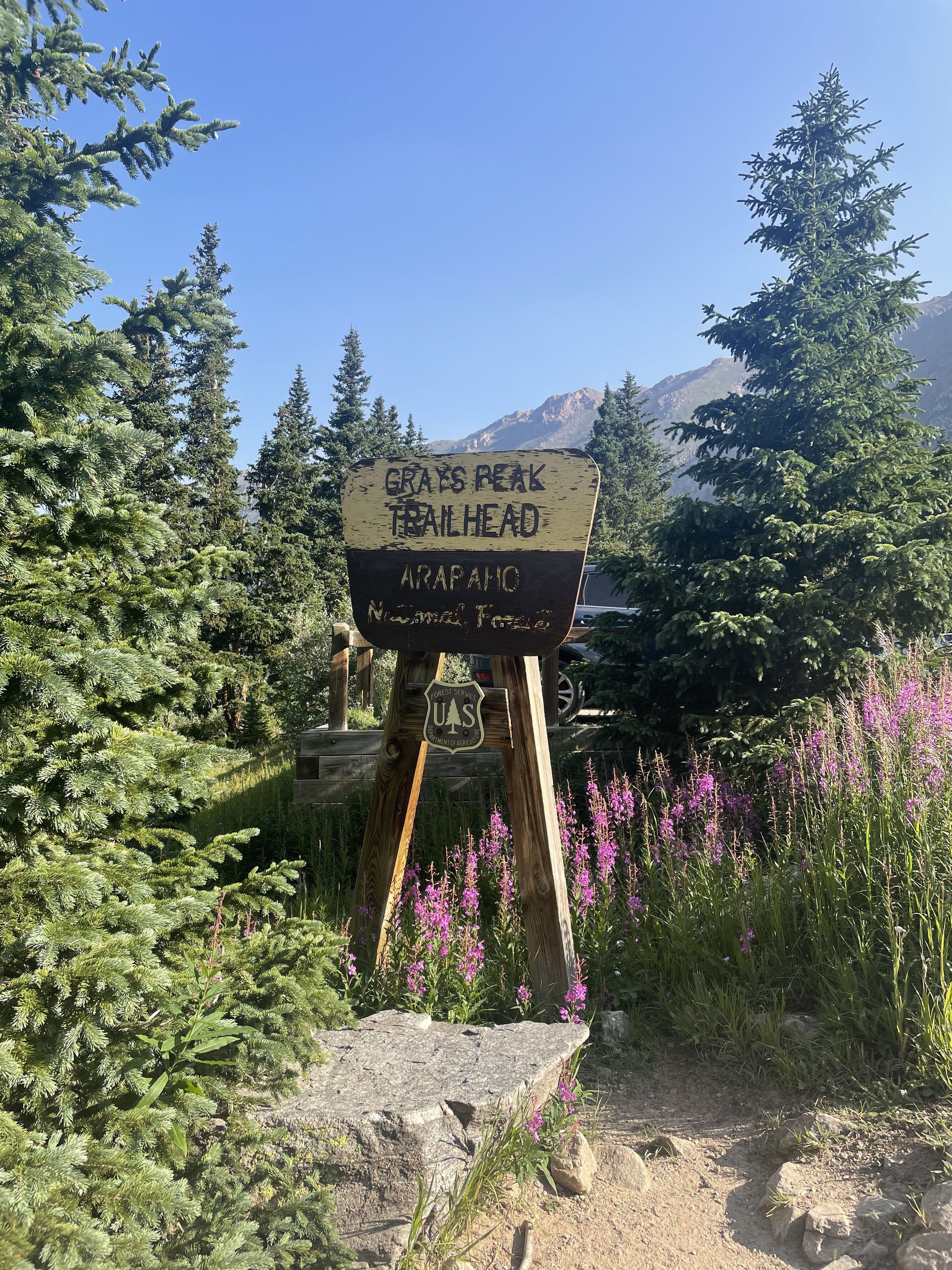
Sentiero sul Grays Peak
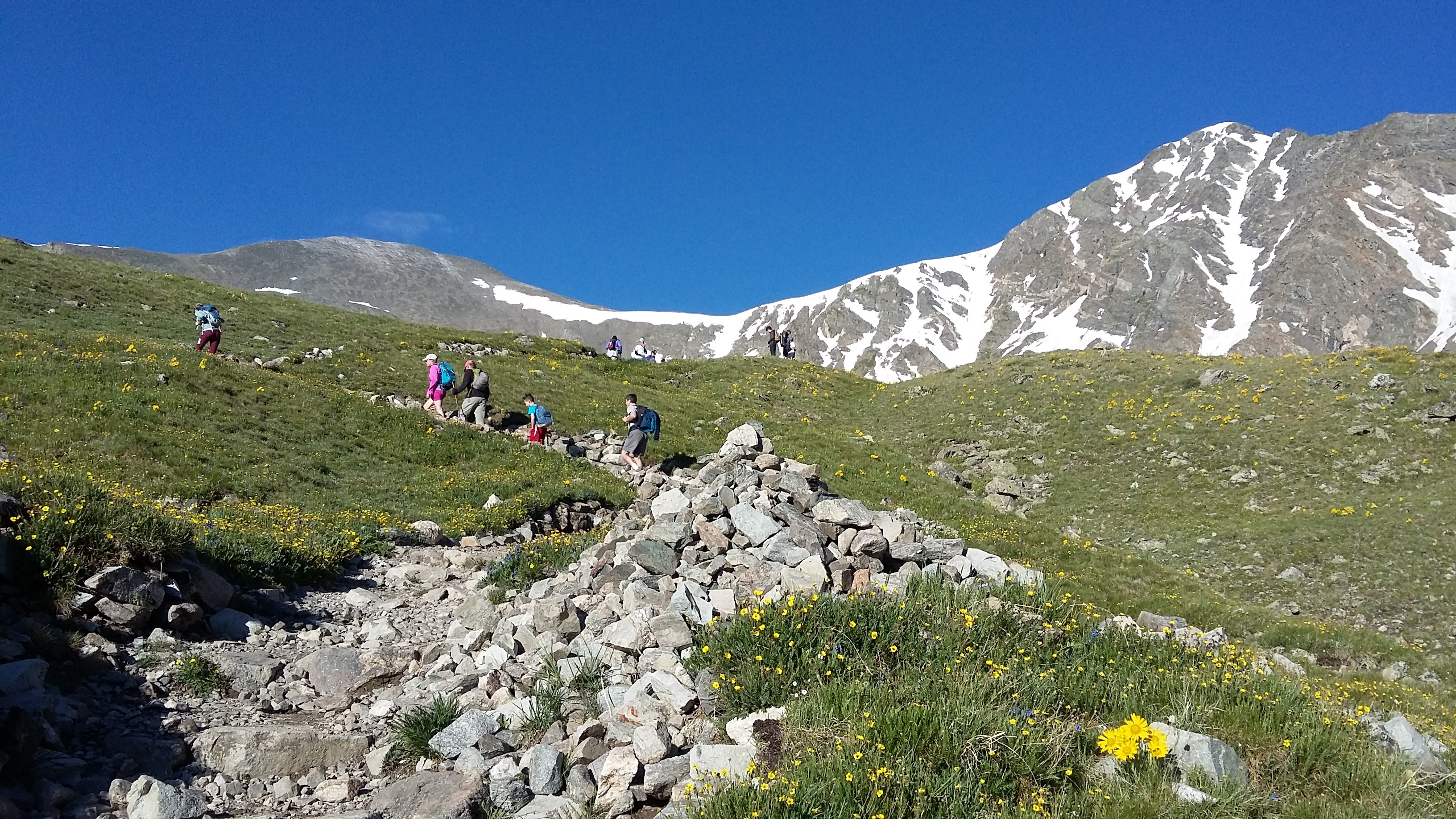
Cumulo lungo il sentiero
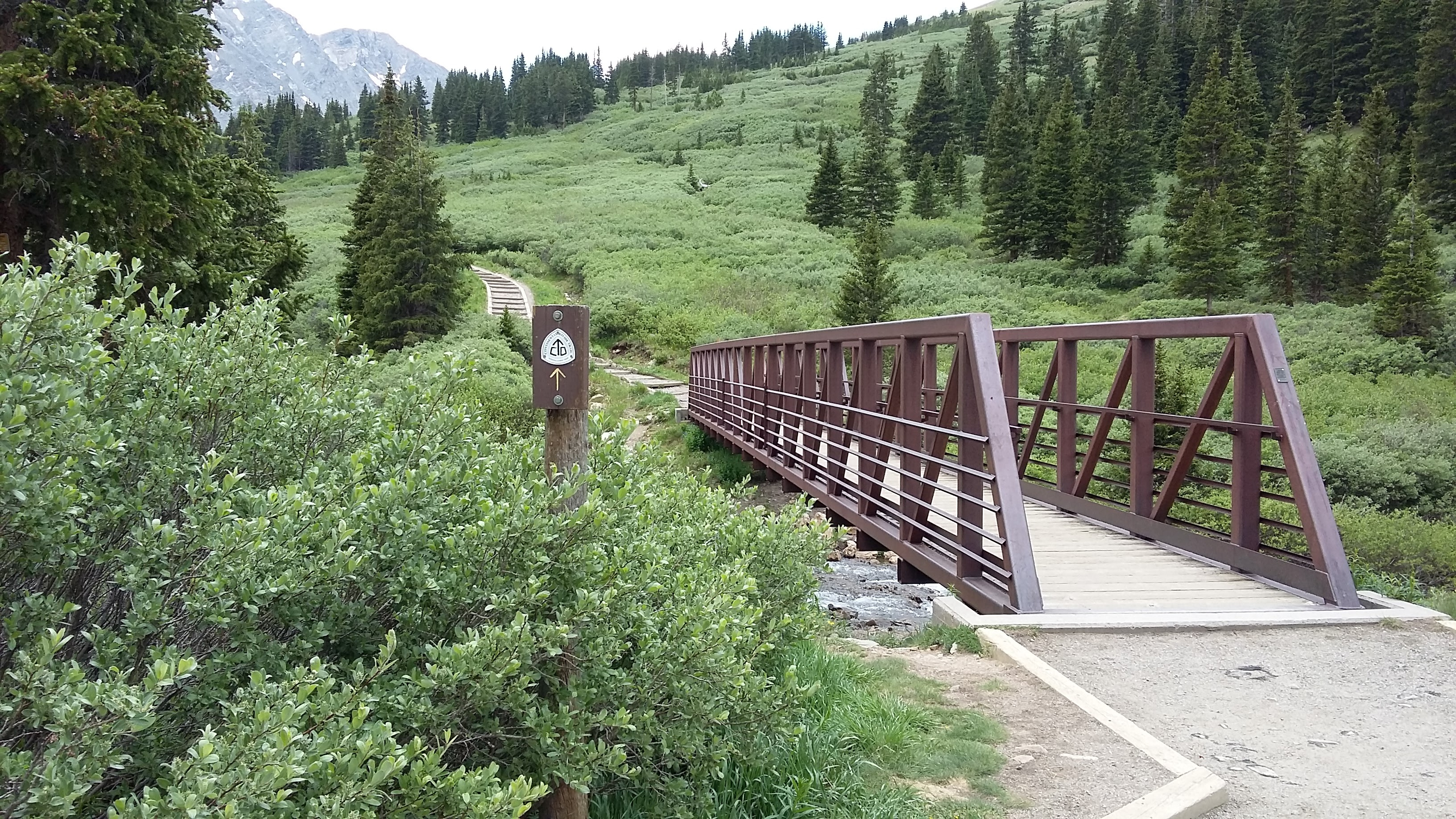
Ponte pedonale all'inizio del percorso